# Mistrzostwa NCAA Division I w zapasach
Zawody zapaśnicze najważniejszej dywizji NCAA, czyli NCAA Division I. Pierwszy, nieoficjalny jeszcze turniej, rozegrano w 1928, a stałe oficjalne już zawody odbywają się corocznie od 1934 roku (z przerwą w czasie II wojny światowej, w latach 1943 – 1945). Do finału kwalifikują się najlepsi zawodnicy z ośmiu regionalnych konferencji, po 33 w każdej wadze. W 2018 roku w eliminacjach brały udział 64 zespoły.
Tytuły indywidualne przyznaje się od 1966 roku. Ośmioro najlepszych zawodników w każdej wadze zdobywa tytuł All-American.
Zawody zapaśnicze w regionalnych konferencjach to mistrzostwa: 
- Eastern Intercollegiate Wrestling Association (EIWA) • Atlantic Coast Conference (ACC) • Eastern Wrestling League (EWL) • Mid-American Conference (MAC) • Southern Conference (SoCon) • Big Ten Conference (Big Ten) • Big 12 Conference (Big 12) • Pacific-12 Conference (Pac 12)[4]

## Edycje zawodów
| Rok  | Miasto                                                      | Organizator                         | Zwycięzca                                       | Outstanding Wrestler                        |
| ---- | ----------------------------------------------------------- | ----------------------------------- | ----------------------------------------------- | ------------------------------------------- |
| 1928 | Ames (State Gymnasium)                                      | Iowa State University               | Oklahoma State University                       | ----                                        |
| 1929 | Columbus (Ohio Expo Center Coliseum)                        | Ohio State University               | Oklahoma State University                       | ----                                        |
| 1930 | State College (Rec Hall)                                    | Pennsylvania State University       | Oklahoma State University                       | ----                                        |
| 1931 | Providence (Marvel Gymnasium)                               | Uniwersytet Browna                  | Oklahoma State University                       | ----                                        |
| 1932 | Bloomington (IU Fieldhouse)                                 | Uniwersytet Indiany                 | Uniwersytet Indiany                             | Edwin Belshaw (Hoosiers)                    |
| 1933 | Bethlehem (Taylor Gymnasium)                                | Lehigh University                   | Iowa State University Oklahoma State University | Alan Kelley (Cowboys) Pat Johnson (Crimson) |
| 1934 | Ann Arbor (Yost Field House)                                | Uniwersytet Michigan                | Oklahoma State University                       | Ben Bishop (Mountain Hawks)                 |
| 1935 | Bethlehem (Taylor Gymnasium)                                | Lehigh University                   | Oklahoma State University                       | Ross Flood (Cowboys)                        |
| 1936 | Lexington (Doremus Gymnasium)                               | Washington and Lee University       | University of Oklahoma                          | Wayne Martin (Sooners)                      |
| 1937 | Terre Haute (Teacher's College Gymnasium)                   | Indiana State University            | Oklahoma State University                       | Stanley Hensen (Cowboys)                    |
| 1938 | State College (Rec Hall)                                    | Pennsylvania State University       | Oklahoma State University                       | Joe McDaniels (Cowboys)                     |
| 1939 | Lancaster (Mayser Physical Education Center)                | Franklin & Marshall College         | Oklahoma State University                       | Dale Hanson (Golden Gophers)                |
| 1940 | Champaign (Huff Gymnasium)                                  | Uniwersytet Illinois                | Oklahoma State University                       | Dan Nichols (Wolverines)                    |
| 1941 | Bethlehem (Taylor Gymnasium)                                | Lehigh University                   | Oklahoma State University                       | Al Whitehurst (Cowboys)                     |
| 1942 | East Lansing (Jenison Fieldhouse)                           | Michigan State University           | Oklahoma State University                       | David Arndt (Cowboys)                       |
| 1946 | Stillwater (Gallagher Hall)                                 | Oklahoma State University           | Oklahoma State University                       | Gerald Leeman (Panthers)                    |
| 1947 | Champaign (Huff Gymnasium)                                  | Uniwersytet Illinois                | Cornell College                                 | Bill Koll (Panthers)                        |
| 1948 | Bethlehem (Taylor Gymnasium)                                | Lehigh University                   | Oklahoma State University                       | Bill Koll (Panthers)                        |
| 1949 | Fort Collins (South College Gymnasium)                      | Colorado State University           | Oklahoma State University                       | Charles Hetrick (Cowboys)                   |
| 1950 | Cedar Falls (West Gymnasium)                                | University of Northern Iowa         | University of Northern Iowa                     | Anthony Gizoni (Yellow Jackets)             |
| 1951 | Bethlehem (Taylor Gymnasium)                                | Lehigh University                   | University of Oklahoma                          | Walter Romanowski (Rams)                    |
| 1952 | Fort Collins (South College Gymnasium)                      | Colorado State University           | University of Oklahoma                          | Tommy Evans (Sooners)                       |
| 1953 | State College (Rec Hall)                                    | Pennsylvania State University       | Penn State University                           | Frank Bettucci (Big Red)                    |
| 1954 | Norman (McCasland Field House)                              | University of Oklahoma              | Oklahoma State University                       | Tommy Evans (Sooners)                       |
| 1955 | Ithaca (Barton Hall)                                        | Uniwersytet Cornella                | Oklahoma State University                       | Edward Eichelberger (Mountain Hawks)        |
| 1956 | Stillwater (Gallagher Hall)                                 | Oklahoma State University           | Oklahoma State University                       | Danny Hodge (Sooners)                       |
| 1957 | Pittsburgh (Fitzgerald Field House)                         | University of Pittsburgh            | University of Oklahoma                          | Danny Hodge (Sooners)                       |
| 1958 | Laramie (War Memorial Fieldhouse)                           | University of Wyoming               | Oklahoma State University                       | Dick Delgado (Sooners)                      |
| 1959 | Iowa City (Iowa Field House)                                | University of Iowa                  | Oklahoma State University                       | Ron Gray (Cyclones)                         |
| 1960 | College Park (Cole Field House)                             | University of Maryland              | University of Oklahoma                          | Dave Auble (Big Red)                        |
| 1961 | Corvallis (Oregon State Coliseum)                           | Oregon State University             | Oklahoma State University                       | E. Gray Simons (Bald Eagles)                |
| 1962 | Stillwater (Gallagher Hall)                                 | Oklahoma State University           | Oklahoma State University                       | E. Gray Simons (Bald Eagles)                |
| 1963 | Kent (Memorial Gym)                                         | Kent State University               | University of Oklahoma                          | Mickey Martin (Sooners)                     |
| 1964 | Ithaca (Barton Hall)                                        | Uniwersytet Cornella                | Oklahoma State University                       | Dean Lahr (Buffaloes)                       |
| 1965 | Laramie (War Memorial Fieldhouse)                           | University of Wyoming               | Iowa State University                           | Yōjirō Uetake (Cowboys)                     |
| 1966 | Ames (Iowa State Armory)                                    | Iowa State University               | Oklahoma State University                       | Yōjirō Uetake (Cowboys)                     |
| 1967 | Kent (Memorial Gym)                                         | Kent State University               | Michigan State University                       | Rick Sanders (Vikings)                      |
| 1968 | State College (Rec Hall)                                    | Pennsylvania State University       | Oklahoma State University                       | Dwayne Keller (Cowboys)                     |
| 1969 | Provo (Smith Fieldhouse)                                    | Uniwersytet Brighama Younga         | Iowa State University                           | Dan Gable (Cyclones)                        |
| 1970 | Evanston (Welsh–Ryan Arena)                                 | Northwestern University             | Iowa State University                           | Larry Owings (Huskies)                      |
| 1971 | Auburn (Memorial Coliseum)                                  | Auburn University                   | Oklahoma State University                       | Darrell Keller (Cowboys)                    |
| 1972 | College Park (Cole Field House)                             | University of Maryland              | Iowa State University                           | Wade Schalles (Golden Eagles)               |
| 1973 | Seattle (Hec Edmundson Pavilion)                            | University of Washington            | Iowa State University                           | Greg Strobel (Beavers)                      |
| 1974 | Ames (Hilton Coliseum)                                      | Iowa State University               | University of Oklahoma                          | Floyd Hitchcock (Huskies)                   |
| 1975 | Princeton (Jadwin Gymnasium)                                | Uniwersytet Princeton               | University of Iowa                              | Mike Frick (Mountain Hawks)                 |
| 1976 | Tucson (McKale Center)                                      | Uniwersytet Arizony                 | University of Iowa                              | Chuck Yagla (Hawkeyes)                      |
| 1977 | Norman (McCasland Field House)                              | University of Oklahoma              | Iowa State University                           | Nick Gallo (Pride)                          |
| 1978 | College Park (Cole Field House)                             | University of Maryland              | University of Iowa                              | Mark Churella (Wolverines)                  |
| 1979 | Ames (Hilton Coliseum)                                      | Iowa State University               | University of Iowa                              | Bruce Kinseth (Hawkeyes)                    |
| 1980 | Corvallis (Oregon State Coliseum)                           | Oregon State University             | University of Iowa                              | Howard Harris (Beavers)                     |
| 1981 | Princeton (Jadwin Gymnasium)                                | Uniwersytet Princeton               | University of Iowa                              | Gene Mills (Orange)                         |
| 1982 | Ames (Hilton Coliseum)                                      | Iowa State University               | University of Iowa                              | Mark Schultz (Sooners)                      |
| 1983 | Norman & Stillwater (McCasland Field House, Gallagher Hall) | Oklahoma & Oklahoma State           | University of Iowa                              | Mike Sheets (Cowboys)                       |
| 1984 | Princeton (Brendan Byrne Arena)                             | Uniwersytet Princeton               | University of Iowa                              | Jim Zalesky (Hawkeyes)                      |
| 1985 | Norman & Stillwater (McCasland FH, Gallagher Hall)          | Oklahoma & Oklahoma State           | University of Iowa                              | Barry Davis (Hawkeyes)                      |
| 1986 | Iowa City (Carver–Hawkeye Arena)                            | University of Iowa                  | University of Iowa                              | Marty Kistler (Hawkeyes)                    |
| 1987 | College Park (Cole Field House)                             | University of Maryland              | Iowa State University                           | John Smith (Sooners)                        |
| 1988 | Ames (Hilton Coliseum)                                      | Iowa State University               | Arizona State University                        | Scott Turner (Wolfpack)                     |
| 1989 | Norman & Stillwater (McCasland FH, Gallagher IA)            | Oklahoma & Oklahoma State           | Oklahoma State University                       | Tim Krieger (Cyclones)                      |
| 1990 | College Park (Cole Field House)                             | University of Maryland              | Oklahoma State University                       | Chris Barnes (Cowboys)                      |
| 1991 | Iowa City (Carver–Hawkeye Arena)                            | University of Iowa                  | University of Iowa                              | Jeff Prescott (Nittany Lions)               |
| 1992 | Norman & Stillwater (McCasland FH, Gallagher IA)            | Oklahoma & Oklahoma State           | University of Iowa                              | Tom Brands (Hawkeyes)                       |
| 1993 | Ames (Hilton Coliseum)                                      | Iowa State University               | University of Iowa                              | Terry Steiner (Hawkeyes)                    |
| 1994 | Chapel Hill (Dean Smith Center)                             | University of North Carolina        | Oklahoma State University                       | Pat Smith (Cowboys)                         |
| 1995 | Iowa City (Carver–Hawkeye Arena)                            | University of Iowa                  | University of Iowa                              | T.J. Jaworsky (Tar Heels)                   |
| 1996 | Minneapolis (Williams Arena)                                | Uniwersytet Minnesoty               | University of Iowa                              | Les Gutches (Beavers)                       |
| 1997 | Cedar Falls (UNI-Dome)                                      | University of Northern Iowa         | University of Iowa                              | Lincoln McIlravy (Hawkeyes)                 |
| 1998 | Cleveland (CSU Convocation Center)                          | Cleveland State University          | University of Iowa                              | Joe Williams (Hawkeyes)                     |
| 1999 | State College (Bryce Jordan Center)                         | Pennsylvania State University       | University of Iowa                              | Cael Sanderson (Cyclones)                   |
| 2000 | Saint Louis (Kiel Center)                                   | ----                                | University of Iowa                              | Cael Sanderson (Cyclones)                   |
| 2001 | Iowa City (Carver–Hawkeye Arena)                            | University of Iowa                  | Uniwersytet Minnesoty                           | Cael Sanderson (Cyclones)                   |
| 2002 | Albany (Pepsi Arena)                                        | ----                                | Uniwersytet Minnesoty                           | Cael Sanderson (Cyclones)                   |
| 2003 | Kansas City (Kemper Arena)                                  | ----                                | Oklahoma State University                       | Eric Larkin (Sun Devils)                    |
| 2004 | Saint Louis (Savvis Center)                                 | ----                                | Oklahoma State University                       | Jesse Jantzen (Crimson)                     |
| 2005 | Saint Louis (Savvis Center)                                 | ----                                | Oklahoma State University                       | Greg Jones (Mountaineers)                   |
| 2006 | Oklahoma City (Ford Center)                                 | ----                                | Oklahoma State University                       | Ben Askren (Tigers)                         |
| 2007 | Auburn Hills (The Palace of Auburn Hills)                   | ----                                | Uniwersytet Minnesoty                           | Derek Moore (Aggies)                        |
| 2008 | Saint Louis (Scottrade Center)                              | ----                                | University of Iowa                              | Brent Metcalf (Hawkeyes)                    |
| 2009 | Saint Louis (Scottrade Center)                              | ----                                | University of Iowa                              | Darrion Caldwell (Wolfpack)                 |
| 2010 | Omaha (Qwest Center Omaha)                                  | ----                                | University of Iowa                              | Jayson Ness (Gophers)                       |
| 2011 | Filadelfia (Wells Fargo Center)                             | ----                                | Penn State University                           | Anthony Robles (Sun Devils)                 |
| 2012 | Saint Louis (Scottrade Center)                              | ----                                | Penn State University                           | David Taylor (Nittany Lions)                |
| 2013 | Des Moines (Wells Fargo Arena)                              | ----                                | Penn State University                           | Kyle Dake (Big Red)                         |
| 2014 | Oklahoma City (Chesapeake Energy Arena)                     | ----                                | Penn State University                           | David Taylor (Nittany Lions)                |
| 2015 | Saint Louis (Scottrade Center)                              | ----                                | Ohio State University                           | Logan Stieber (Buckeyes)                    |
| 2016 | Nowy Jork (Madison Square Garden)                           | ----                                | Penn State University                           | Kyle Snyder (Buckeyes)                      |
| 2017 | Saint Louis (Scottrade Center)                              | ----                                | Penn State University                           | Zain Retherford (Nittany Lions)             |
| 2018 | Cleveland (Quicken Loans Arena)                             | ----                                | Penn State University                           | Bo Nickal (Nittany Lions)                   |
| 2019 | Pittsburgh (PPG Paints Arena)                               | ----                                | Penn State University                           | Mekhi Lewis (Hokies)                        |
| 2020 | Minneapolis (U.S. Bank Stadium)                             | Pandemia COVID-19 - zawody odwołane | ----                                            | ----                                        |
| 2021 | Saint Louis (Enterprise Center)                             | ----                                | University of Iowa                              | Shane Griffith (Cardinal)                   |
| 2022 | Detroit (Little Caesars Arena)                              | ----                                | Penn State University                           | Gable Steveson (Golden Gophers)             |
| 2023 | Tulsa (BOK Center)                                          | ----                                | Penn State University                           | Vitali Arujau (Big Red)                     |
| 2024 | Kansas City (T-Mobile Center)                               | ----                                | Penn State University                           | Aaron Brooks (Nittany Lions)                |
| 2025 | Filadelfia (Wells Fargo Center)                             | ----                                | Penn State University                           | Carter Starocci (Nittany Lions)             |